# Prijedormassakern
Prijedormassakern, även kallad den etniska rensningen i Prijedor eller folkmordet i Prijedor, syftar på en rad krigsförbrytelser som begicks av de serbiska politiska och militära ledarna mot bosniska civila i Prijedorregionen i Bosnien-Hercegovina under Bosnienkriget.
Efter Srebrenicamassakern är det den näst största massakern som begicks under Bosnienkriget. Enligt det Sarajevo-baserade forsknings- och dokumentationscentret (IDC), saknas eller dödades omkring 5 200 bosniaker och kroater från Prijedor och omkring 14 000 människor i den större regionen Prijedor Polje.